# Verbundsparkasse Emsdetten-Ochtrup
Die Verbundsparkasse Emsdetten-Ochtrup (Eigenschreibweise: VerbundSparkasse Emsdetten·Ochtrup) war eine Sparkasse in Nordrhein-Westfalen mit Sitz in Emsdetten. Die Sparkasse fusionierte im Jahr 2023 mit der Kreissparkasse Steinfurt.

## Geschäftsgebiet und Träger
Das Geschäftsgebiet der Verbundsparkasse Emsdetten-Ochtrup umfasste die Städte Emsdetten und Ochtrup im Kreis Steinfurt. Träger der Sparkasse war der Sparkassenzweckverband der Städte Emsdetten und Ochtrup, dem die beiden Städte als Mitglieder angehörten.

## Geschäftszahlen
Die Verbundsparkasse Emsdetten-Ochtrup wies im Geschäftsjahr 2021 eine Bilanzsumme von 1,286 Mrd. Euro aus und verfügte über Kundeneinlagen von 790,05 Mio. Euro. Gemäß der Sparkassenrangliste 2021 lag sie nach Bilanzsumme auf Rang 304. Sie unterhielt 10 Filialen/Selbstbedienungsstandorte und beschäftigte 191 Mitarbeiter.

## Geschichte
Die Verbundsparkasse Emsdetten-Ochtrup entstand am 1. Juli 2003 aus der Fusion der Stadtsparkasse Emsdetten mit der Stadtsparkasse Ochtrup. 
Der Fusionsvertrag wurde am 18. Dezember 2002 von den beiden Bürgermeistern Georg Moenikes und Franz-Josef Melis, welche in Vertretung der Städte als Gewährträger der beiden Stadtsparkassen handelten, unterzeichnet. Die Fusion der beiden Kassen war eine Sprungfusion, diese hat der Gesetzgeber erst seit 2002 gestattete.